# 五台県
五台県（ごだい-けん）は中華人民共和国山西省忻州市に位置する県。

## 歴史
漢代に設置された慮虒県を前身とする。西晋により廃止されたが、南北朝時代に北魏により驢夷県として再設置、606年（大業2年）に隋朝により五台県と改称された。金朝により台州に昇格したが、明朝が成立すると1369年（洪武2年）に五台県に戻され現在に至る。

## 行政区画
- 鎮:台城鎮、耿鎮鎮、豆村鎮、白家荘鎮、東冶鎮、台懐鎮、石咀鎮、建安鎮
- 郷:溝南郷、東雷郷、高洪口郷、門限石郷、陳家荘郷、蒋坊郷、陽白郷、茹村郷、金崗庫郷

## 出身者
- 閻錫山 - 中華民国の軍人。山西派の指導者。民国成立時から国共内戦終結直前まで30数年にわたり山西省を統治した。国民政府行政院長。
- 趙戴文 - 中華民国の政治家。山西派。政務面における閻錫山の腹心。国民政府監察院長。
- 楊愛源 - 中華民国の軍人。山西派。軍事面における閻錫山の腹心。日中戦争における主力指揮官の一人。
- 徐向前 - 中華人民共和国の軍人。日中戦争、国共内戦で活躍。中華人民共和国元帥、国務院副総理、国防部長。